# 김부긍
김부긍(1970년 10월 29일~)은 가톨릭평화방송의 아나운서이다.

## 학력
- 한양대학교 가정관리학과 학사

## 경력
- 1995년 가톨릭평화방송 아나운서

### 라디오 프로그램
- 2012년 10월 22일 ~ 2013년 10월 19일 - cpbc FM 명동연가

## 수상
- 2009년 한국아나운서대상 클럽상